# Be Our Guest
"Be Our Guest" là một bài hát do nhà soạn nhạc Alan Menken và người viết lời bài hát Howard Ashman viết cho bộ phim hoạt hình chiếu rạp thứ ba mươi của Walt Disney Pictures Người đẹp và quái thú.  Ban đầu do diễn viên người Mỹ Jerry Orbach và nữ diễn viên người Anh Angela Lansbury thu âm trong vai các nhân vật Lumiere và Mrs. Potts của phim, "Be Our Guest" là một bài hát có nhịp độ nhanh theo phong cách Broadway và cabaret.  Trong phim, bài hát được thể hiện theo phong cách nhạc kịch quy mô lớn bởi các gia nhân bị phù phép của lâu đài để giúp Belle cảm thấy tự nhiên và thoải mái hơn với cuộc sống ở đây.
"Be Our Guest" nhận được hầu hết những đánh giá tích cực từ các nhà phê bình, nhiều người miêu tả bài hát là một điểm sáng của bộ phim cũng như album nhạc phim.  Bài hát được đề cử cho Giải Quả cầu vàng cho ca khúc trong phim hay nhất và Giải Oscar ở cùng hạng mục, nhưng đều để mất vào tay bài hát chủ đề của bộ phim.

## Bối cảnh
Ban đầu bộ phim Người đẹp và quái thú, dưới sự tổ chức của Richard Purdum, không được dự định sẽ là một tác phẩm phim nhạc kịch.  Tuy nhiên giám đốc sau đó của hãng phim là Jeffrey Katzenberg quyết định đưa bộ phim thành một bộ phim nhạc kịch theo phong cách Broadway giống như Nàng tiên cá (1989), bộ phim hoạt hình trước đó của Disney, sau khi ông thấy không hài lòng với cốt truyện ban đầu của bộ phim và yêu cầu nhóm phát triển từ bỏ hoàn toàn kịch bản cũ và bắt đầu lại từ đầu.  Do đó, Purdum đã từ chức, và được thay thế bởi hai đạo diễn lần đầu tiên thực hiện một sản phẩm phim chiếu rạp, Kirk Wise và Gary Trousdale.
Tiếp theo thành công trên sân khấu Giải Oscar của phim Nàng tiên cá, Katzenberg mời bộ đôi nhà viết bài hát Howard Ashman và Alan Menken tham gia viết các ca khúc và nhạc nền cho Người đẹp và quái thú.  Ban đầu Ashman, vốn đang viết dở các ca khúc cùng với Menken cho một ý tưởng phim mới được phê duyệt là Aladdin, chỉ miễn cưỡng tham gia dự án đầy thử thách này, nhưng cuối cùng đã đồng ý.
Phiên bản ban đầu của "Be Our Guest" vốn được Ashman và Menken viết để các đồ vật bị phù phép hát cho Maurice chứ không phải Belle.  Tuy nhiên, họa sĩ cốt truyện Bruce Woodside cảm thấy rằng sẽ hợp lý hơn nếu để bài hát này được hát cho Belle, nhân vật chính, thay vì nhân vật phụ Maurice, và các đạo diễn Kirk Wise và Gary Trousdale đã đồng ý. Mặc dù phân cảnh đó đã gần hoàn thiện, đoàn phim vẫn thực hiện một công việc tốn kém và mất thời gian, đó là viết lại kịch bản, hoạt hình hoá lại các cảnh quay và viết lại bài hát cho phù hợp với Belle.

## Bài hát
"Be Our Guest" được viết bởi nhà soạn nhạc Alan Menken và người viết lời bài hát Howard Ashman, có độ dài ba phút bốn mươi tư dây.  Theo trang web MusicNotes, "Be Our Guest" là một bài hát sinh động theo phong cách nhạc kịch Broadway, được viết theo nhịp 4/4 ở giọng B♭ trưởng.  Âm vực của Orbach nói chung trải dài qua ba quãng tám, từ F3 đến D♭6.  Chịu ảnh hưởng từ phong cách nhạc kịch và âm nhạc Pháp,   phần nhạc nền của bài hát chủ yếu dựa vào nhạc cụ có dây, các nhạc cụ thổi, nhạc cụ có phím, và nhiều loại bộ gõ giống như ở các ban nhạc.
Giai điệu của ca khúc gần như giống hoàn toàn với giai điệu của phần một Bản giao hưởng số 3 của Mahler.

## Phản hồi và đánh giá
Các nhà phê bình nói chung đều ca ngợi "Be Our Guest," nhiều người gọi đó là điểm nhấn của bộ phim cũng như album nhạc phim này.  Tavia Hobart của trang Allmusic, khi nhận xét về phần nhạc phim, viết, "Mặc dù không hay bằng nhạc phim Nàng tiên cá, [nhạc phim của Người đẹp và quái thú] cũng có những khoảnh khắc riêng, chẳng hạn như bài 'Be Our Guest.'"   Drew Taylor của IndieWire miêu tả bài hát là "một ca khúc sẽ nhận được nhiều tràng pháo tay nhiệt liệt."  Khi nói về album nhạc phim của phiên bản Đặc biệt phát hành năm 2001, Brad Green của Urban Cinefile cho bài hát một phản hồi tương đối tích cực, gọi đó là "...một tia sáng trong đại nhạc hội kiểu Gallic đã thổi bùng ngọn lửa tới Maurice Chevalier và Yves Montand."  Green tiếp tục, "...nhưng nó không thể đứng trên những bài hát tuyệt vời như 'Something There,' hay 'Human Again'.
"Be Our Guest" đã được đề cử cho một số giải thưởng.  Ca khúc là một trong ba bài hát của Người đẹp và quái thú được đề cử ở hạng mục Giải Oscar cho ca khúc trong phim hay nhất tại lễ trao Giải Oscar lần thứ 64 năm 1992, cùng với "Belle" và bài hát chủ đề của phim, "Beauty and the Beast." Cuối cùng, "Be Our Guest" để mất giải thưởng này vào tay ca khúc "Beauty and the Beast."  "Be Our Guest" cũng được đề cử Giải Quả cầu vàng cho ca khúc trong phim hay nhất cùng năm đó, nhưng một lần nữa để mất vào tay bài hát chủ đề của bộ phim này.

## Các bản hát lại và các ca khúc dựa theo
Mr. Burns đã dựa theo bài hát để viết một ca khúc có tên "See My Vest" cho "Two Dozen and One Greyhounds", một tập phim của series The Simpsons năm 1995.
Trong tập phim bắt chước theo bộ phim của Animaniacs có tên "Cutie and the Beast", Yakko và Wakko Warner biểu diễn một phiên bản có tên gọi "She's a Pest."
Năm 1995, Alvin and the Chipmunks và The Chipettes hát lại bài hát này trong album của họ lấy chủ đề từ Disney, When You Wish Upon a Chipmunk.
Một màn biểu diễn theo phong cách Oscar của bài hát này đã được Seth MacFarlane thể hiện ở Lễ trao giải Oscar lần thứ 85.
Một phiên bản khác của bài hát xuất hiện trong quảng cáo dịp Giáng sinh của siêu thị Morrisons trong đó một anh chàng bánh gừng dựng bằng máy tính hát cho Ant & Dec, trước khi Ant thách Dec ăn nó.

## Các phiên bản trực tiếp và trên sân khấu
Nam diễn viên Jerry Orbach thể hiện "Be Our Guest" trực tiếp trong vai Lumiere ở lễ trao Giải Oscar lần thứ 64 năm 1992.  Không tới hai năm sau, "Be Our Guest" xuất hiện dưới dạng một nhạc phẩm trong vở nhạc kịch chuyển thể của Broadway (nay đã ngừng công diễn), Beauty and the Beast, ban đầu do Gary Beach thể hiện trong vai Lumiere và Beth Fowler trong vai Mrs. Potts.